# Malta (Idaho)
Malta es una ciudad ubicada en el condado de Cassia en el estado estadounidense de Idaho. En el Censo de 2010 tenía una población de 193 habitantes y una densidad poblacional de 53 personas por km².

## Geografía
Malta se encuentra ubicada en las coordenadas 42°18′27″N 113°22′11″O / 42.30750, -113.36972. Según la Oficina del Censo de los Estados Unidos, Malta tiene una superficie total de 3.64 km², de la cual 3.64 km² corresponden a tierra firme y (0.14%) 0.01 km² es agua.

## Demografía
Según el censo de 2010, había 193 personas residiendo en Malta. La densidad de población era de 53 hab./km². De los 193 habitantes, Malta estaba compuesto por el 91.19% blancos, el 0% eran afroamericanos, el 0% eran amerindios, el 0% eran asiáticos, el 0% eran isleños del Pacífico, el 8.81% eran de otras razas y el 0% pertenecían a dos o más razas. Del total de la población el 14.51% eran hispanos o latinos de cualquier raza.